# Quintus Fabius Vibulanus Ambustus
Pour les articles homonymes, voir Fabius Vibulanus.
Quintus Fabius Vibulanus est un homme politique de la République romaine, consul en 423 av. J.-C.

## Famille
Il est membre des Fabii Vibulani, branche de la gens Fabia. Il est le fils de Quintus Fabius Vibulanus, consul en 467, 465 et 459 av. J.-C. Son nom complet est Quintus Fabius Q.f. M.n. Vibulanus. Il est le frère de Marcus Fabius Vibulanus, consul en 442 av. J.-C. et tribun consulaire en 433 av. J.-C., et de Numerius Fabius Vibulanus, consul en 421 av. J.-C. Selon Friedrich Münzer, il pourrait être identifié au consul de l'année 412 av. J.-C. Quintus Fabius Ambustus Vibulanus, hypothèse réfutée par Attilio Degrassi.

## Biographie

### Consulat (423)
En 424 av. J.-C., les sénateurs, qui se sont réunis à l'insu des tribuns de la plèbe, parviennent à faire élire pour l'année suivante deux consuls patriciens et évitent l'élection de nouveaux tribuns militaires,. Il s'agit de Caius Sempronius Atratinus et Quintus Fabius Vibulanus. C'est cette même année que les Samnites prennent Capoue aux Étrusques. Ils entrent en fonction aux ides de décembre sous la menace d'une nouvelle attaque des Volsques. Caius Sempronius prend donc la tête de l'armée romaine et mène une campagne contre les Volsques. D'après Tite-Live, Caius Sempronius se montre particulièrement incompétent. La campagne contre les Volsques est un échec et les deux armées se séparent sans vainqueur, les Romains ayant échappé de peu au désastre grâce aux actions du décurion Sextus Tempanius,.

### Premier tribunat consulaire (416)
Il fait partie du collège de tribuns militaires à pouvoir consulaire en 416 av. J.-C. bien que Tite-Live, qui nomme ses trois collègues Aulus Sempronius Atratinus, Marcus Papirius Mugillanus et Spurius Nautius Rutilus, ne le mentionne pas,. Durant leur mandat, les ennemis de Rome ne se manifestent pas mais la ville est agitée par quelques troubles politiques après que les tribuns de la plèbe Salone Maecilius et Marcus Metilius ont proposé une loi agraire, proposition bloquée par le veto de leurs propres collègues,.

### Deuxième tribunat consulaire (414)
En 414 av. J.-C., il est de nouveau tribun militaire à pouvoir consulaire avec Lucius Valerius Potitus, Cnaeus Cornelius Cossus et Publius Postumius Albinus Regillensis. Selon Tite-Live, il s'agit bien de son deuxième tribunat consulaire (iterum), bien qu'il ne soit pas mentionné auparavant dans son Histoire romaine,.
L'année précédente, les Èques de Bola attaquent Labicum, alliée de Rome. Mais restée isolée, la ville de Bola est prise. C'est alors que tous les Èques déclarent la guerre à la République romaine, reprennent Bola et s'y fortifient. C'est Publius Postumius qui est chargé de la guerre. Après une campagne rapide, il écrase les Èques et s'empare de Bola. Toutefois, une fois la ville conquise et contrairement à sa promesse, Publius Postumius refuse de procéder au partage du butin entre les soldats. À Rome, le tribun de la plèbe Marcus Sextius attaque les tribuns consulaires et propose une loi agraire prévoyant la colonisation de Bola, relançant une proposition du tribun Lucius Decius qui avait été bloquée l'année passée. Publius Postumius, soutenu par les patriciens, s'y oppose et menace de décimer son armée. Publius Postumius et son questeur Publius Sestius sont mis à mort par leurs troupes mutinées.

### Interrègne (413)
Après ces meurtres, les patriciens cherchent à tout prix à organiser des élections consulaires pour éviter de voir des plébéiens élus au tribunat consulaire à la suite de cette affaire défavorable à l'ordre du Sénat. Les tribuns s'opposent à la tenue des comices centuriates et aucune élection n'est organisée à la fin de l'année 414 av. J.-C.. Quintus Fabius est désigné comme interroi au début de l'année 413 av. J.-C. pour assurer les élections. Il réussit à faire élire des consuls pour l'année suivante, Aulus Cornelius Cossus et Lucius Furius Medullinus. Ces derniers font condamner quelques soldats pour la forme et apaisent les tensions dans l'armée.